# Великомихайлівка (Раївська сільська громада)
Великомиха́йлівка — село в Україні, у Синельниківському районі Дніпропетровської області. Входить до складу Раївської сільської громади. Населення за переписом 2001 року становить 298 осіб.

## Географія
Село Великомихайлівка розташоване на правому березі річки Середня Терса, нижче за течією на відстані 2 км розташоване село Котлярівське, на протилежному березі — села Кодацьке і Заяче. Річка в цьому місці пересихає, на ній зроблено кілька загат.

## Історія
- XVIII століття — час заснування.
- До 2017 року орган місцевого самоврядування — Великомихайлівська сільська рада.
- 12 червня 2020 року, відповідно до розпорядження Кабінету Міністрів України № 709-р від «Про визначення адміністративних центрів та затвердження територій територіальних громад Дніпропетровської області», увійшло до складу Раївської сільської громади[1].
- 19 липня 2020 року, в результаті адміністративно-територіальної реформи та ліквідації   Синельниківського (1923—2020) району, село увійшло до складу новоутвореного Синельниківського району[2].

## Об'єкти соціальної сфери
- Дошкільний навчальний заклад «Веселка».
- Фельдшерсько-акушерський пункт.
- Будинок культури.

## Інтернет-посилання
- Погода в селі Великомихайлівка [Архівовано 12 серпня 2020 у Wayback Machine.]